# Porto Pino
Porto Pino è una località posta lungo la costa sud-occidentale della Sardegna nel Golfo di Palmas. È frazione del comune di Sant'Anna Arresi, in provincia del Sulcis Iglesiente in Sardegna. È una località turistica frequentata ogni anno da migliaia di turisti, è uno dei centri balneari di riferimento del basso Sulcis (da Carbonia fino a Sant'Anna Arresi).

## Geografia fisica
Il promontorio omonimo, che raggiunge un'altezza massima di 40 metri, è ricoperto da una vasta pineta spontanea di pino d’Aleppo, presente in Sardegna solo in questa zona e sull'isola di San Pietro. Al pino d'Aleppo si unisce la quercia spinosa, tipica degli ambienti costieri e anch'essa molto rara nell'isola.
Nella pineta vegetano anche altre essenze, tra le quali il ginepro fenicio ed il ginepro coccolone. Sul lato occidentale, battuto dai venti di maestrale, si stende invece la macchia bassa e la gariga dove dominano la fillirea, il rosmarino e diverse specie di cisto. Sulle falesie, dove affiora la roccia, crescono invece il raro asterisco marittimo ed il limonio.
L'importante compendio di Porto Pino è caratterizzata da un sistema di stagni: lo omonimo stagno, lo stagno di Maestrale, lo stagno di Is Brebeis, lo stagno del Corvo e lo stagno di Foxi. Gli stagni sono utilizzati per l'itticoltura e sono direttamente collegati con la salina di Santa Caterina, in territorio di San Giovanni Suergiu. La zona è frequentata da numerose specie di uccelli, tra cui il fenicottero rosa, la garzetta, il martin pescatore, il piro piro piccolo.
Il cordone sabbioso che separa il mare dagli stagni è largo circa 70 metri ed è occupato, nella parte più interna, da una pineta, anche questa spontanea, che si affaccia direttamente sulla spiaggia, che si estende per una lunghezza di oltre quattro chilometri.
Nel periodo invernale non è raro che le spiagge si ricoprano di uno spesso strato di piante morte di posidonia. Questa pianta marina cresce in rigogliose praterie sommerse in tutto il golfo ed è indicatore ambientale di acqua sana e pulita; in autunno le piante di posidonia cambiano le foglie, ormai diventate marroni, e le frequenti mareggiate le trasportano e accumulano a riva. Non è infrequente che il mare stesso, in primavera, ripulisca la spiaggia, ma in alcune annate lo strato di posidonia è così spesso, da rendere necessaria un'operazione di pulizia con mezzi meccanici da parte del Comune di Sant'Anna Arresi.

## Tutele ambientali
La quasi totalità del territorio di Porto Pino è vincolato dal programma europeo Natura 2000 come sito di importanza comunitaria (SIC):
- Sito d’Interesse Comunitario “Promontorio, dune e zona umida di Porto Pino” (SIC ITB040025)[3]

Nella zona sono anche presenti associazioni e programmi di educazione per la salvaguardia del territorio come il progetto SOSS Dunes (Safeguard and management Of South-western Sardinian Dunes), con sede nella Pineta Candiani e cofinanziato dal programma comunitario LIFE+, si prefigge di salvaguardare le dune della Sardegna sudoccidentale, un habitat soggetto a notevole pressione a causa del turismo di massa.

## Storia
L'insenatura di Porto Pino, protetta ad ovest, dal promontorio, fu utilizzata come scalo marittimo fin dall'epoca fenicio-punica, i cui resti sono ancora visibili, per poi divenire un centro mercantile in epoca romana.

## Monumenti e luoghi d'interesse

### Aree naturali

#### Le spiagge principali e le dune

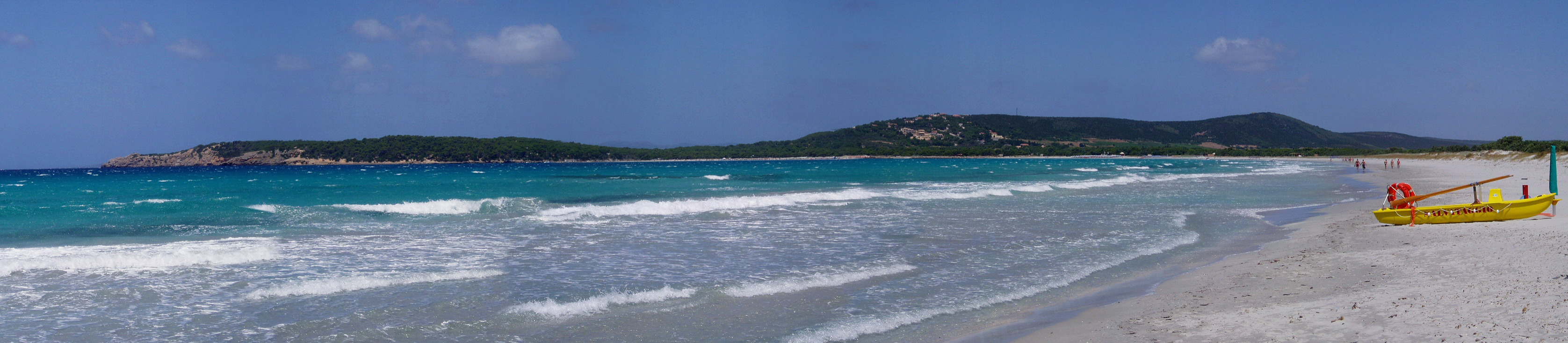
La spiaggia di Porto Pino

La spiaggia di Porto Pino è lunga circa 4 chilometri ed è suddivisa amministrativamente tra i comuni di Sant'Anna Arresi (circa 2/5) e Teulada (circa 3/5).
È tradizionalmente suddivisa in tre porzioni: due distinte spiagge, separate dai ruderi di un molo, che anticamente proteggeva un altro canale adduttore, e la zona delle dune di sabbia. La cosiddetta prima spiaggia, ubicata alle spalle dei parcheggi comunali, è lunga 550 metri, ed è formata da sabbia compatta e grigiastra. È la più frequentata dai bagnanti perché fornita di vari servizi turistici. La seconda spiaggia, lunga poco meno di 2 chilometri (suddivisa tra i due comuni), è formata da sabbia bianca ed è meno frequentata, salvo nella sua parte iniziale e finale, che risultano più facilmente raggiungibili da strade e parcheggi.

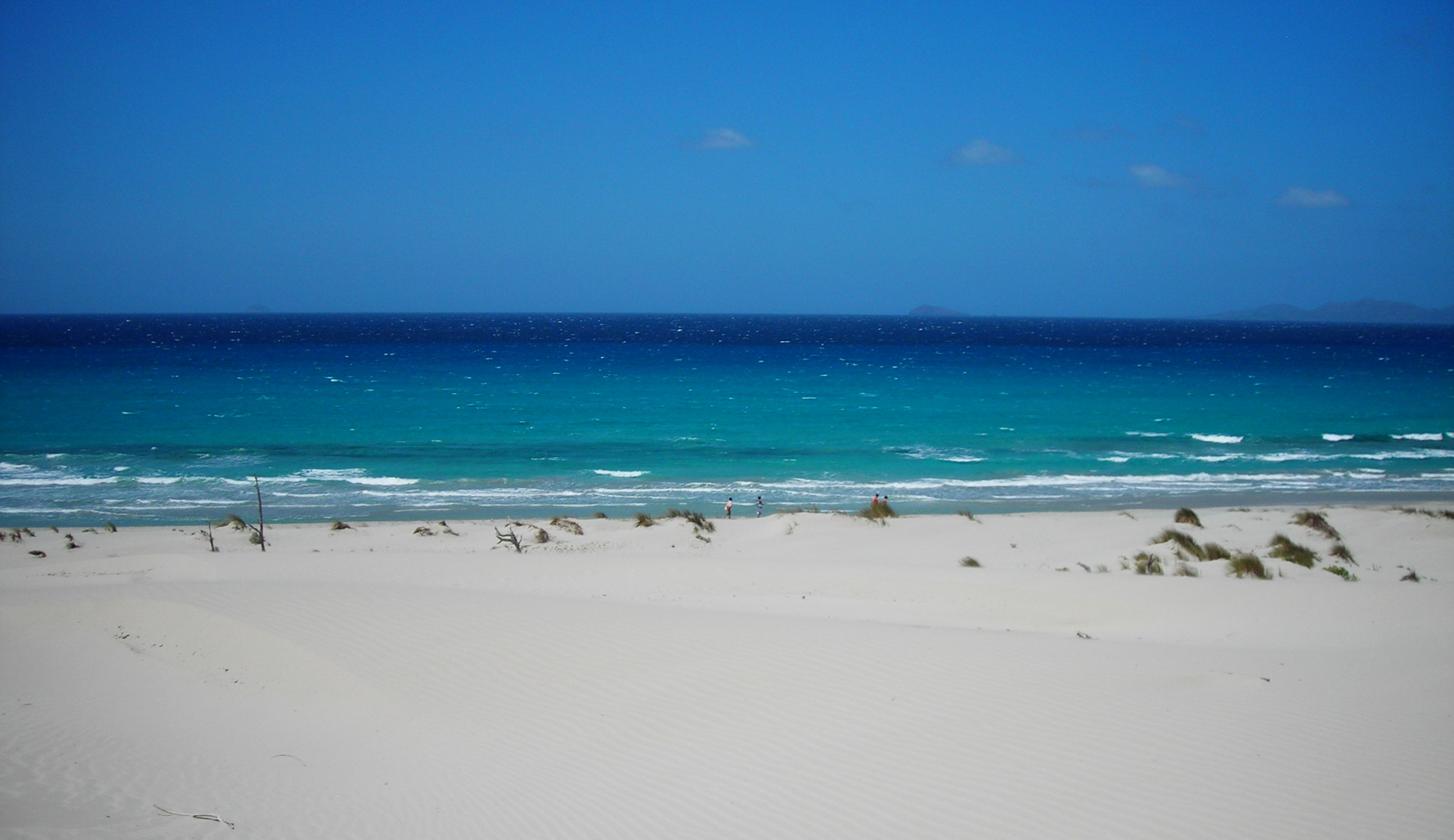
Le dune della spiaggia di Porto Pino

La zona delle dune, o sabbie bianche (Is arenas biancas) è il terzo settore della spiaggia. Lungo circa 1 chilometro, è situato nel territorio comunale di Teulada e si trova all'interno del perimetro del poligono militare di capo Teulada. L'accesso è consentito solo d'estate. È caratterizzata da dune di sabbia bianchissima prodotte dall'erosione delle rocce del promontorio, da parte dal mare e dagli agenti atmosferici. Sulla cima delle dune cresce una fitta macchia di ginepro coccolone; si trova inoltre la calcatreppola (o eringio marino), l'euforbia, lo sparto. Nonostante le bonifiche, nelle dune e nel mare adiacente è ben nota la presenza di qualche residuato bellico, dovuto alle esercitazioni militari del recente passato.
Non è permesso transitare, salire o camminare sulle dune, in quanto area protetta, tranne che nei percorsi adibiti a tale scopo per raggiungere la spiaggia dei parcheggi. 

#### Il promontorio e le altre spiagge
La costa del promontorio di Porto Pineddu, che termina con punta Menga, è nota localmente come Candiani. Il nome deriva dalla presenza, su Punta Menga, delle rovine di una batteria antinave della seconda guerra mondiale intitolata all'ammiraglio Candiani. Dopo punta Menga si trova un litorale noto come Portu Pineddu o Porto Pinetto (come riportato nelle carte IGM e già presente nell'atlante di La Marmora di fine '800), caratterizzato da una spiaggia di sabbia bianca a ridosso del promontorio, una piccola spiaggia vicina al nucleo di case, nota come Spiaggia dei Francesi, o Sa bua, e vari tratti di costa rocciosa.

### Il canale
Il canale di Porto Pino rappresenta l'unico attuale collegamento tra il mare e gli stagni, che vengono utilizzati sia per l'allevamento dei pesci sia come bacino di prima evaporazione per la salina di Sant'Antioco, distante in linea d'aria una decina di chilometri (l'acqua vi arriva con un sistema di pompe e condotte interrate e scoperte, transitando negli altri stagni del litorale e nel complesso di stagni di S.Caterina). Il giusto apporto d'acqua è garantito da alcune paratie e da un'idrovora. Il canale viene da sempre usato anche come approdo e ormeggio per le barche da pesca di Sant'Anna Arresi e per natanti da diporto. Nel 2004 sono iniziati i lavori di riqualificazione, con la costruzione di banchine, scivoli d'alaggio, un ponte pedonale e una diga foranea (ultimata nell'estate 2011) che proteggerà il canale dalle mareggiate invernali di libeccio.

## Cultura

### Eventi
Nel mese di agosto nella piazza di Porto Pino si svolge una sagra del pesce caratterizzata da una suggestiva processione di barche che termina con la deposizione di una corona di fiori in mare a cui segue una notte di festeggiamenti tra grigliate di pesce, vino e musica.